# Saturnus (målning)
Saturnus är en målning från 1636 av den flamländske målaren Peter Paul Rubens. Den föreställer titanen Saturnus från romersk mytologi, framställd enligt konventionen som en gammal man med en lie i handen, när han äter ett av sina barn levande. Upptill i bilden syns planeten Saturnus, avbildad som en stjärna flankerad av två mindre stjärnor. Detta berodde på att Galileo Galilei år 1610 hade observerat Saturnus ringar och trott att dessa var två omgärdande himlakroppar.
Myten om hur Saturnus slukar sina söner för att förhindra att de, i likhet med vad han själv hade gjort, ska kunna usurpera sin faders position, finns bland annat beskriven i Fasti av Ovidius. Rubens utförde målningen själv. Den ingår i en grupp av stora mytologiska målninger från åren 1636 och 1637. Dessa gjordes för att pryda Filip IV:s jaktstuga Torre de la Parada utanför Madrid. Saturnus finns i likhet med flera målningar från gruppen idag på Pradomuseet i Madrid.
Francisco de Goya var sannolikt påverkad av denna målning när han utförde Saturnus slukar sin son, en av de svarta målningarna.